# Folklore (àlbum de Taylor Swift)
Folklore (estilitzat en minúscules) és el vuitè àlbum d'estudi de la cantautora nord-americana Taylor Swift, llançat el 24 de juliol de 2020 a través de Republic Records. Es tracta d'un àlbum sorpresa anunciat sense promoció prèvia que va ser escrit i gravat en aïllament durant la pandèmia de COVID-19.

## Antecedents i llançament
L'àlbum va ser produït durant la pandèmia de COVID-19. Swift va declarar que va abocar tots els seus «capritxos, somnis, pors i reflexions» en l'àlbum i col·labora amb alguns dels seus «herois musicals». Aaron Dessner de The National estava aïllant-i en quarantena amb la seva família, quan Swift se li va acostar a finals d'abril per escriure algunes cançons a distància. Es van escriure 11 cançons amb Dessner en els pròxims mesos, mentre que les altres es van escriure amb Jack Antonoff, William Bowery i Bon Iver. «Vaig pensar que les idees de les cançons trigarien un temps a arribar i no tenia expectatives pel que fa al que podríem aconseguir de forma remota», va escriure Dessner en un tuit, «però unes hores després de compartir música, el meu telèfon es va encendre amb una nota de veu de Taylor d'una cançó totalment escrita, l'impuls mai es va aturar realment».
El llançament de l'àlbum va ser anunciat per Swift en les seves xarxes socials hores abans de l'llançament a mitjanit de l'24 de juliol de 2020. L'àlbum té vuit versions en versió física disponibles durant una setmana en formats de CD i vinil de luxe, tots inclouen diferents portades i fotografies. La publicació del disc també va estar acompanyada del llançament del videoclip de "Cardigan", l'únic senzill de l'àlbum. La cançó va debutar al número 1 als Estats Units, i Swift va convertir-se en la primera artista en debutar al primer lloc de les llistes Hot 100 Billboard i Billboard 200 simultàniament.

## Reconeixements
Folklore es va convertir en el disc d'una artista femenina amb més reproduccions a Spotify durant les primeres 24 hores (80,6 milions de reproduccions).
A la 63ª edició dels Premis Grammy l'any 2021, l'Acadèmia d'enregistrament va concedir a Swift el premi a àlbum de l'any, convertint-la en la primera dona en aconseguir aquest reconeixement per tercera vegada.